# Коронавірусна хвороба 2019 у Венесуелі
Спалах коронавірусної хвороби 2019 у Венесуелі — це поширення пандемії коронавірусної хвороби 2019 на територію Венесуели. Перші два випадки в країні зареєстровані 13 березня у штаті Міранда, перша смерть від коронавірусної хвороби зареєстрована 26 березня. Проте перші повідомлення про осіб із симптомами коронавірусної хвороби датуються 29 лютого, представники уряду не виключають, що вірус проник до країни ще 25 лютого.
Венесуела є особливо вразливою до важких наслідків поширення коронавірусної хвороби через тривалу соціально-економічну та політичну кризу, яка спричинила великий дефіцит продовольчих товарів та предметів першої необхідності, включаючи медичні товари. Масова еміграція венесуельських лікарів спричинила хронічну нестачу персоналу в лікарнях країни.
Для запобігання проникнення коронавірусної хвороби з Венесуели уряди Бразилії та Колумбії закрили свої кордони з Венесуелою. Уряд Колумбії встановив попередню дату відкриття кордону на 1 жовтня.
У лютому 2021 року у Венесуелі почали щеплення російською вакциною від COVID-19 «Спутник V» і вакциною виробництва китайської компанії «Sinopharm». Країна мала на меті вакцинувати 70 % населення до кінця 2021 року. Академічне опитування показало, що до 1 вересня 2021 року 10 % населення Венесуели було повністю вакциновано. До кінця 2021 року Венесуела ввела 30049714 доз вакцини, тобто близько 52,7 % населення країни.

## Передумови
У січні міністерство охорони здоров'я Венесуели повідомило, що Національний інститут гігієни імені Рафаеля Рангеля в Каракасі буде спостерігати за циркуляцією в країні респіраторних вірусів, які відрізняються від вірусів грипу, включно з коронавірусами, які є патогенними для людей. Це єдиний заклад охорони здоров'я в країні, який має можливість проводити диференціальну діагностику респіраторних вірусів та здійснювати логістичну діяльність у 23 штатах, столичному окрузі та Федеральних Залежних територіях Венесуели.
У лютому уряд Венесуели повідомив, що у міжнародному аеропорту Сімона Болівара запроваджено епідеміологічний нагляд, обмеження на в'їзд та виявлення людей, хворих на COVID-19. Повідомлено також, що країна отримає діагностичні набори для тестування на коронавірус від Панамериканської організації охорони здоров'я.

## Хронологія

### Березень
Представники уряду Венесуели повідомили про перші підтверджені випадки коронавірусної хвороби в країні 13 березня 2020 року. Проте ще за кілька днів стало відомо про контроверсійний підозрюваний випадок коронавірусної хвороби, про який стало відомо зі слів неназваного інформатора, який лікувався у той час у лікарні. 7 березня організація «Fe y Alegría» повідомила, що в штаті Сулія зареєстровано підозрілий випадок хвороби: 31-річний чоловік, який не є громадянином Венесуели, спочатку обстежувався в клініці доктора Педро Ітурбе, а згодом переведений до університетської лікарні в Маракайбо. У цього хворого були явні симптоми коронавірусної хвороби, і його виписали з лікарні за кілька днів. Губернатор штату Омар Прієто звернувся до міністерства охорони здоров'я з проханням провести розслідування щодо дій професора університету Сулії Фредді Пачано в тому, що він привернув увагу до підозрюваного випадку в штаті, а громадська організація «Еспасіо Публіко» засудила Прієто за те, що він наказав провести таке розслідування. 12 березня президент країни Ніколас Мадуро оголосив про заборону протестів у країні для запобігання спалаху коронавірусної хвороби ще до появи офіційно підтверджених випадків хвороби в країні, а також заборонив авіасполучення з Європою та Колумбією..
Перші офіційно зареєстровані випадки хвороби в країні зареєстровані в штаті Міранда. З наступного дня президент Колумбії Іван Дуке Маркес своїм указом закрив кордон з Венесуелою. 14 березня виявлено 8 нових випадків хвороби, унаслідок чого загальна кількість випадків хвороби в країні зросла до 10, випадки хвороби виявлені в чотирьох штатах країни (Міранда, Апуре, Арагуа та Кохедес). Міністр транспорту і зв'язку країни Хорхе Родрігес повідомив про призупинення авіасполучення з Панамою та Домініканською Республікою на 30 днів, починаючи з 15 березня.
15 березня опубліковано постанову уряду про встановлення режиму домашнього карантину для мешканців 6 штатів та столиці країни Каракаса з наступного дня після виявлення в країні ще 7 випадків хвороби. Цю постанову назвали «колективним карантином», у цій постанові передбачені винятки для служби доставки їжі, транспорту та служби охорони здоров'я. У перший же день запровадження карантину 16 березня посол Аргентини у Венесуелі Едуардо Порретті отримав позитивний результат тесту на коронавірус, а президент країни Ніколас Мадуро повідомив про виявлення в країни ще 16 випадків хвороби, унаслідок чого їх кількість зросла до 33. Після отримання нових даних про захворюваність у країні Мадуро поширив карантин на всю країну.
Після оголошення локдауну у Венесуелі бразильський уряд частково закрив бразильсько-венесуельський кордон. Міністр охорони здоров'я Бразилії Луїс Енріке Мандетта закликав повністю закрити кордон у зв'язку з нездатністю системи охорони здоров'я Венесуели справитись із епідемією хвороби. Віце-президент Венесуели Делсі Родрігес у той же день повідомив про виявлення ще трьох випадків хвороби. У другій половині дня хворий, у якого пізніше підтвердився позитивний тест на коронавірус, утік із лікарні в районі Пропатрія у західній частині Каракасу.
18 березня Делсі Родрігес повідомив, що кількість випадків хвороби в країні не змінилася з попереднього дня. Проте вже 21 березня уряд країни повідомив про 70 підтверджених випадків хвороби в країні, 2 з яких перебували у важкому стані, а 15 визнані одужалими (симптоми хвороби у них були відсутні протягом 5 днів). Делсі Родрігес повідомив, що обидва критичні випадки хвороби госпіталізовані до приватних клінік штату Міранда, і що їх лікування здійснювалось безкоштовно для хворих із оплатою витрат міністерством охорони здоров'я.
22 березня оголошено про економічні заходи щодо подолання епідемії коронавірусної хвороби, а також повідомлено про 7 нових випадків хвороби. Згідно заяв уряду, на шість місяців призупиняється виплата орендної плати та кредитів, з одночасною виплатою компенсації в місцевій валюті для власників нерухомості та середнього бізнесу. Також ухвалено рішення розширити дію закону від 2015 року, яка забороняє підприємствам звільняти працівників до грудня 2020 року.
Перша підтверджена смерть від коронавірусної хвороби в країні зареєстрована 26 березня. Наступного дня повідомлено про ще одну смерть. 27 березня Делсі Родрігес зустрівся з прем'єр-міністром Тринідаду і Тобаго Кітом Роулі, при цьому на зустрічі основна увага надавалася стратегії, прийнятій в обох країнах для боротьби з пандемією хвороби. Того ж дня виникла конфліктна ситуація, коли правозахисна організація PROVEA виявила, що близько 90 осіб, які прибули з колумбійського міста Кукута, 25 березня насильно відправлені на карантин національною гвардією в центрі штату Лара місті Баркісімето без їжі та належних санітарних умов.

### Квітень
Міністр інформації Венесуели Хорхе Родрігес повідомив, що 11 квітня вперше у Венесуелі було більше одужань, ніж нових випадків хвороби. Делсі Родрігес та Ніколас Мадуро повідомили про продовження національного карантину та надзвичайного стану на 30 днів.
Після раптового зростання кількості випадків хвороби на острові Маргарита, 19 квітня Ніколас Мадуро оголосив про комендантський час на території всього штату Нуева-Еспарта. 41 випадок хвороби на цей день зареєстровано в бейсбольній академії Роберто Валіса. Частина цих хворих нещодавно прибули з Домініканської Республіки на літаку.
29-річний чоловік був убитий двома пострілами в голову під час заворушень в місті Упата в штаті Болівар, які розпочалися внаслідок дефіциту продуктів харчування та палива, що посилився з початку локдауну з середини березня. Біля нього залишився написаний крейдою напис Murió por hambre (з іспанської — «він помер від голоду») неподалік від калюжі його крові. У придушенні заворушень у країні, які виникли на фоні нестачі їжі та палива, разом із поліцейськими брали участь венесуельські аналоги тітушок під назвою «колективос», які пересувались на власних мотоциклах. незважаючи на нестачу палива в країні. Під час ліквідації цих заворушень поранено дві особи, ще 30 осіб заарештовано.

### Травень
Віце-президент країни Делсі Родрігес 10 травня повідомив про перші випадки коронавірусної хвороби в штатах Амасонас та Карабобо. Після цього єдиним штатом, де ще не було зафіксовано випадків коронавірусної хвороби, залишився штат Дельта-Амакуро.
12 травня президент країни Ніколас Мадуро продовжив локдаун в країні ще на 30 днів. Національне управління аеронавтики призупинило на 30 днів всі авіапольоти.
13 травня виявлено перший випадок хвороби в штаті Дельта-Амакуро. Станом на цей день в усіх штатах Венесуели виявлено щонайменше один випадок коронавірусної хвороби.
У середині травня в Маракайбо ставсявеликий спалах коронавірусної хвороби, пов'язаний з місцевим популярним ринком Лас-Пульгас, після чого ринок закрили на карантин.
За 34 дні з часу останньої смерті від коронавірусної хвороби в країні 26 травня у Венесуелі знову зареєстровано смерть від коронавірусної хвороби.

### Червень
Послаблення карантинних обмежень розпочалося 1 червня, коли відкрились тренажерні зали та торгові центри. Школи, судові органи та бари залишаються закритими.
9 червня уряд Венесуели обмежив в'їзд до країни до 400 осіб на добу лише три дні на тиждень, зменшивши її на 80 % від попереднього рівня. 12 червня надзвичайний стан у країні продовжений ще на місяць.
4 червня венесуельська опозиція та медичні працівники з Маракайбо повідомили, що лікарні міста заповнені, а десятки лікарів та медсестер заражені. Вільям Баррієнтос, хірург та представник опозиції, заявив, що інфіковані коронавірусом 40 медичних працівників. У військовому госпіталі в Маракайбо померла медсестра. Влада дозволила розмістити та лікувати частину хворих у 20 малих та середніх готелях у Маракайбо. Посиленні карантинні заходи в Каракасі, Сулії та восьми інших штатах.

### Липень
Діосдадо Кабельйо, віце-президент Об'єднаної соціалістичної партії Венесуели та президент провладної Установчої національної асамблеї, заявив, що 9 липня у нього підтверджено позитивний тест на COVID-19.
10 липня позитивний результат тесту на коронавірус виявлено в міністра нафтової промисловості Тарека Ель-Айсамі та губернатора провінції Сулія Омара Прієто.
У члена Національних установчих зборів 2017 року і губернатора столичного округу Даріо Віваса 19 липня підтвердився позитивний тест на COVID-19.

### Серпень
13 серпня у міністра зв'язку та інформації Венесуели Хорхе Родрігеса підтверджено позитивний аналіз на COVID-19. Того ж дня у віці 70 років від коронавірусної хвороби помер венесуельський політичний діяч Даріо Вівас.

### Лютий 2021 року
У лютому 2021 року Венесуела почала вакцинацію медичних працівників російською вакциною від COVID-19 «Спутник V» і почала використовувати вакцину виробництва китайської компанії «Sinopharm». Країна мала на меті вакцинувати 70 % населення до кінця 2021 року.

### Березень 2021 року
У березні 2021 року Хуан Гуайдо та опозиційна Національна асамблея схвалили виділення 30 мільйонів доларів на імпорт вакцини Oxford–AstraZeneca. Делсі Родрігес повідомив, що дозволи на її використання не надаватимуться. Венесуела вирішила не схвалювати використання вакцини Oxford–AstraZeneca після того, як кілька європейських країн призупинили свої програми вакцинації через занепокоєння щодо можливих побічних ефектів вакцини.

### Жовтень 2021 року
У жовтні 2021 року школярі та студенти почали повертатися до своїх навчальних закладів. Уряд стверджував, що 56 % населення були вакциновані, але Університет Джона Гопкінса повідомив, що менше 22 % населення на той час були повністю вакциновані. Венесуельці могли робити щеплення з 11 років.

## Заходи з боротьби з епідемією

### Центральні органи влади
12 березня президент країни Ніколас Мадуро оголосив надзвичайну ситуацію в галузі охорони здоров'я в країні та призупинив усі авіарейси з Європи та Колумбії на 30 днів. Він також повідомив, що всі громадські заходи мають бути скасовані, уряд також розглядає питання про припинення авіасполучення з іншими країнами та регіонами найближчими тижнями. За словами Мадуро, у Венесуелі було 30 підозр на коронавірусну хворобу, проте всі вони не підтвердились.
Після підтвердження перших випадків у країні віце-президент Венесуели Делсі Родрігес зобов'язав відправити усіх пасажирів двох авіарейсів на карантин, оскільки перші хворі були зареєстровані саме серед пасажирів цих двох авіарейсів. Віце-президент також повідомив про припинення занять в усіх державних та приватних навчальних закладах з понеділка 16 березня на невизначений термін, того ж дня міністр юстиції та внутрішніх справ Нестор Реверол повідомив, що уряд забезпечить органи прикордонного контролю масками, рукавичками та термометрами, не згадуючи про забезпечення ними інших громадян та лікарень. Реверол також повідомив, що оперативний контроль над усіма силами поліції буде переданий Збройним Силам для координації дій, а також дій на випадок непередбачених ситуацій.
14 березня силові структури заарештувала двох осіб за поширення неправдивої інформації про коронавірус, які записали відео про фальшиві випадки хвороби у Лос-Текесі. Урядова організація SUDEBAN, яка займається наглядом за банками та фінансовими організаціями, оголосила про призупинення роботи банків, яке розпочнеться з 16 березня.
Міністр оборони Владимир Падріно Лопес повідомив, що, починаючи з 16 березня, збройні сили контролюватимуть в'їзд і виїзд до шести штатів і столичного району, в яких президент Ніколасом Мадуро оголосив карантин.
16 березня президент країни Мадуро змінив офіційну позицію країни щодо Міжнародного валютного фонду, попросивши установу виділити 5 мільярдів доларів для боротьби з епідемією коронавірусної хвороби, вперше за час його президентства; до цього Мадуро був критиком цієї міжнародної фінансової установи. У минулому МВФ також мав конфлікти з урядом Венесуели, оскільки попередник Мадуро Уго Чавес пообіцяв розірвати відносини з фондом у 2007 році, а МВФ призупинив виплату траншу позики в 400 мільйонів доларів США під час венесуельської президентської кризи в 2019 році. МВФ відхилив прохання, оскільки серед його держав-членів не було одностайності, кого визнавати президентом Венесуели — Ніколаса Мадуро чи Хуана Гуайдо. Згідно з даними агентства новин «Bloomberg», адміністрація Мадуро вдруге робила спробу отримати допомогу МВФ у розмірі 1 мільярда доларів після відмови у першому запиті.
19 березня віце-президент країни Делсі Родрігес повідомив, що з Китаю було доставлено 4 тисячі діагностичних наборів для тестування на коронавірусну хворобу. Уряд заявив, що китайські діагностичні набори допоможуть 300 тисячам венесуельців, і подякував китайському уряду та лідеру Китаю Сі Цзіньпіну за його щедрість. Окремим заходом управління морського транспорту Венесуели заборонила висадку екіпажів з кораблів, що швартуються в портах країни, на берег. Того ж дня Мадуро повідомив, що він отримав лист від Організації Об'єднаних Націй та координатора-резидента Програми розвитку Організації Об'єднаних Націй і її постійного представника Пітера Громанна, які підтверджують, що організація готова підтримати венесуельський уряд у його боротьбі з COVID-19. Також ООН надасть підтримку в отриманні достовірної та оновленої інформації про коронавірусну хворобу.
20 березня Мадуро заявив, що Росія готує надання Венесуелі значного траншу спеціальної гуманітарної допомоги, зокрема, медичного обладнання та наборів для діагностики COVID-19, які, як очікується, надійдуть наступного тижня. 23 березня міністр закордонних справ Хорхе Арреаса та посол Росії Сергій Мелік-Багдасаров повідомили, що з Росії було доставлено 10 тисяч діагностичних комплектів, ще більше буде поставлено найближчим часом. У своєму твіті Мадуро подякував російському уряду та президенту Володимиру Путіну за щедрість та солідарність з венесуельським народом.
23 березня Мадуро оголосив про введення кількох економічних заходів для подолання безробіття, виплату за рахунок держави заробітної плати, призупинення виплати орендної плати та кредитних відсотків, випуск нових облігацій, запровадження нових гнучких позик і кредитів, заборони скорочення телекомунікаційних послуг та гарантію поставок життєво необхідних товарів.

#### Випробування російської вакцини
У жовтні 2020 року уряд Венесуели отримав партію російської вакцини «Спутник V», яка розроблена як тестова вакцина проти COVID-19. Венесуела — перша країна в Латинській Америці, яка брала участь у випробуванні цієї вакцини, у країні участь у цьому випробуванні брало близько 2 тисяч осіб. Ніколас Мадуро раніше повідомляв, що кандидатам у депутати на парламентських виборах у Венесуелі 2020 року проведуть щеплення цією вакциною, включно з його сином Ніколасом Мадуро Геррою. У грудні 2020 року уряд Венесуели підписав контракт на придбання достатніх доз вакцини «Спутник V» для 10 мільйонів осіб.

#### Лікарі без кордонів
Міжнародна організація «Лікарі без кордонів» у зв'язку з обмеженнями, накладеними урядом Венесуели, припинила діяльність у Каракасі в листопаді 2020 року. Близько 150 лікарів, які працювали в районі Петаре, заселеному переважно бідняками, ризикують втратити роботу. Марібелсі Манчера, головна медсестра організації, заявила, що організація не розуміє урядового рішення. Мігель Пісарро, представник Венесуели в ООН, з жалем ухвалив рішення та критикував відношення уряду до неурядових організацій, які намагаються допомогти у боротьбі з поширенням коронавірусної хвороби.

### Заходи Національної Асамблеї
Хуан Гуайдо заявив, що країна переживає одну з найсерйозніших криз в галузі охорони здоров'я в своїй історії, спричинену бездіяльністю уряду Мадуро, і оголосив низку заходів з метою прийняття «відповідальних заходів проти пандемії». До них належать перенесення протестів опозиції та створення Спеціальної комісії з питань охорони здоров'я. Окрім того, Гуайдо також закликав ООН надіслати гуманітарну допомогу, зазначивши, що міжнародні санкції не впливають на отримання гуманітарної допомоги для закладів охорони здоров'я.
Комітет кандидатів у виборщики, відповідальний за призначення нової Національної виборчої ради, повідомив, що припиняє свої засідання у зв'язку з епідемією.
Хуліо Кастро, голова Спеціальної комісії з питань охорони здоров'я, призначений Хуаном Гуайдо, повідомив 16 березня, що захисні маски для обличчя є профілактичним заходом, що лише один день, і що після використання маска втрачає свою ефективність, та може стати джерелом інфекції; він також заявив, що венесуельці повинні вживати додаткових заходів для боротьби з епідемією хвороби.
Депутат Національної Асамблеї Хесус Янес повідомив, що уряд Тайваню подарував 1000 хірургічних масок Венесуелі для запобігання поширення коронавірусної інфекції. Маски розповсюджувались на п'яти станціях метро Каракаса (Площа Сукре, Перес-Бональде, Плаза Венесуела, Чакао та Петаре). Янес підкреслив, що метро є транспортним засобом, яким користується значна частина населення, і в ньому є вища ймовірність інфікування коронавірусом у зв'язку з наявністю скупчення людей у закритому приміщенні, якщо в ньому вже є інфіковані вірусом особи.
16 березня Спеціальна комісія з питань охорони здоров'я при Національній Асамблеї передала 3500 комплектів засобів індивідуального захисту для співробітників п'яти лікарень.
21 березня Гуайдо повідомив, що він розпочинає доставку захисних комплектів для захисту від інфікування коронавірусом для працівників охорони здоров'я. У своєму офіційному акаунті в Твіттері він поділився відео, в якому висловився: «Ми захищаємо сектор, який сьогодні дає все: сектор охорони здоров'я, наших лікарів та медсестер. Підтримувати їх — це підтримувати нас усіх. Ми повинні надати цю допомогу сотням тих, хто її потребує», та зробив висновок: «Ми можемо стримати цю надзвичайну ситуацію. Венесуела в наших руках». Гуайдо також оголосив про створення нагляду з прав людини у відповідь на збільшення кількості порушень прав людини в країні під час наказів про соціальну ізоляцію. 28 березня Гуайдо закликав створити «національний надзвичайний уряд», який не очолює Мадуро. За словами Гуайдо, США було готово надати позику в розмірі 1,2 мільярди доларів на підтримку коаліції з розподілу влади між промадурівськими чиновниками, військовими та опозицією для боротьби з поширенням епідемії у Венесуелі. Якщо б країна отримала б цю позику, гроші пішли б на допомогу сім'ям, постраждалим від епідемії та її економічних наслідків.
Хуан Гуайдо оголосив про фінансову допомогу медичним працівникам під час епідемії, яку виплатять за рахунок венесуельських коштів, заморожених у Федеральному резервному банку Нью-Йорка. У серпні опозиційні партії оголосили, що прохання було задоволено міністерством фінансів США. Згідно їх слів, 62 тисячі медичних працівників отримають по 300 доларів США, по 100 доларів на місяць, починаючи з 23 серпня 2020 року. Для зареєстрованих користувачів цифрової платформи для платежів AirTM кошти планувалося розподіляти через цю платформу, проте після цього оголошення доступ до платформи у Венесуелі був заблокований. Пізніше була опублікована настанова з обходу блокування Інтернету за допомогою VPN. Також повідомлено про виділення суми в 4,5 мільйонів доларів на підтримку венесуельців, які мають високий ризик смерті від коронавірусної хвороби. Програма «Герої здоров'я» Гуайдо — це перший випадок, коли заморожені кошти в США в рамках санкцій проти Венесуели були безпосередньо передані венесуельським медичним працівникам. До листопада 2020 року надійшла друга черга виплат.

### Спільні заходи уряду та Національної Асамблеї
У червні 2020 року Карлос Альварадо, міністр охорони здоров'я уряду Мадуро, та Хуліо Кастро, представник Хуана Гуайдо та Національної Асамблеї, підписали безпрецедентну спільну угоду зі Всесвітньою організацією охорони здоров'я та Панамериканською організацією охорони здоров'я. Угода передбачає співпрацю між урядом Мадуро та опозицією, представленою депутатами Національних зборів, для спільного вироблення заходів боротьби з епідемією хвороби та пошуком коштів для боротьби з епідемією.
За словами опозиційних законодавців, адміністрація Мадуро порушила угоду в січні 2021 року, оскільки ресурси та обладнання для боротьби з пандемією були передані на об'єкти, які контролюються адміністрацією Мадуро.

### Інші заходи
Балтазар Поррас, апостольський адміністратор Каракасу, оголосив про призупинення церковної діяльності 15 березня, запевнивши, що храми залишатимуться відкритими, та попросив венесуельців уникати місць масового скупчення людей та зберігати спокій.
Міністерство охорони здоров'я 18 березня сертифікувало мікробіологічну лабораторію Університету Анд у штаті Мерида для проведення тестів на виявлення SARS-CoV-2, коронавірусу, який спричинює COVID-19. Після отримання необхідних матеріалів лабораторія зможе проводити до 20 тестів на день і стане другою лабораторією в країні, яка проводить тести на виявлення нового коронавірусу після лабораторії Національного інституту гігієни в Каракасі; очікується, що вона буде проводити тести для штатів Мерида, Тачира, Трухільо та Баринас, а також, імовірно, інших штатів на заході країни, оскільки вона знаходиться до них ближче, ніж Інститут гігієни в Каракасі.
21 березня в районі Каракаса 23 Енеро було вбито трьох чоловіків, які грали в доміно на вулиці у час дії карантину, ще двоє отримали поранення. За словами сусідів та родичів загиблих, це вбивство здійснили десяток місцевих тітушок колективос з угрупування «Tres Raíces», яки приїхали під час гри; свідки звинуватили членів колективос в зв'язку з міністром народної влади та пенітенціарної служби Ірісом Варелою, а також у зв'язках з іншими органами безпеки та поліцією, повідомивши, що вони будуть протестувати у відповідь на вбивства, скоєні за недотримання карантину. Колективос заперечили звинувачення у зв'язках з урядом та поліцією, заявивши що вбивства були актом помсти. Наприкінці березня угруповання колективос «Tres Raíces» та «La Piedrita» почали вводити комендантську годину під контролем озброєних груп у районі 23 Енеро, здійснюючи репресії щодо населення та самовільно зменшуючи час роботи закладів.

## Реакція

### Реакція уряду
Ніколас Мадуро попросив населення країни не політизувати пандемію, одночасно висловивши занепокоєння щодо того, як країна може контролювати поширення хвороби, знаходячись під санкціями, запровадженими США. Мадуро закликав президента США Дональда Трампа скасувати санкції, щоб країна могла придбати необхідні медичні засоби.
Хуан Гуайдо засудив порушення прав людини адміністрацією Мадуро, які посилились з початку епідемії, згадавши вбивства в парафії 23 Енеро, арешт Дарвінсона Рохаса та порушення прав людини проти політичних в'язнів, які утримуються у в'язницях, де існує високий ризик зараження коронавірусом. У відповідь Гуайдо оголосив про створення наглядової палати прав людини.

### Реакція інших організацій
Венесуельська медична федерація висловила засудження політики влади, після того, як медик з Сулії вимушений був виїхати до Колумбії після того, як заявив про неспроможність Венесуели впоратися з епідемією; він також просив звільнити політичних в'язнів у країні, які мають високий ризик захворіти коронавірусною хворобою, зокрема Роберто Марреро, Хуана Рекесенса та інших політиків.
У штаті Ансоатегі медсестри протестували у зв'язку з відсутністю масок для обличчя, рукавичок та одноразових халатів.
19 березня посольство Китаю у Венесуелі засудили вислови депутатів Національних зборів Венесуели, спрямованих на його думку проти Китаю, назвавши хворобу «вірусом Китаю або Уханя». У своїй заяві посольство заявило, що воно «рішуче відкидає напади та необґрунтовані та свавільні звинувачення деяких венесуельських депутатів».
Організація «Transparencia Venezuela» попросила у влади країни прозорості та покращення доступу до публічної інформації щодо боротьби з надзвичайною ситуацією унаслідок епідемії хвороби.
Засоби масової інформації, зокрема «El Nacional», засуджували підвищення цін на маски для обличчя. Засоби масової інформації також повідомляли про порушення карантину з таких причин, як закупівля продуктів харчування, ліків, засобів для чищення та гігієни, а також криза сфери послуг у країні, включно з відсутністю питної води, електроенергії, газ для готування їжі, телефонного зв'язку та вивезення відходів.

#### Міжнародні санкції
Посольство Сполучених Штатів Америки у Венесуелі відкинуло претензії Ніколаса Мадуро і Хорхе Арреаси, що санкції заважають уряду закуповувати медикаменти, та заявило, що ліки, медичні матеріали, запасні частини та компоненти для медичних пристроїв, якщо вони не закуплені з метою перепродажу третій стороні, виключені із санкцій. За кілька днів міністр закордонних справ Хорхе Арреаса назвав ці заяви «верхом нахабства та брехні», та заявив, що активи уряду Венесуели, які перевищують 5 мільярдів доларів США, заблоковані за кордоном у зв'язку із забороною Венесуелі доступу до міжнародної банківської системи.
Колишній генеральний прокурор Венесуели Луїза Ортега Діас заявила, що Мадуро збрехав, сказавши, що в країні немає ліків через санкції, заявивши, що причинами цього є некомпетентність та корупція. Виконуючий обов'язки помічника державного секретаря США у справах Західної півкулі Майкл Козак також звинуватив Мадуро у брехні, заявивши, що санкції США не поширюються на закупівлю продуктів харчування або ліків. Він підкреслив, що економічна криза у Венесуелі стала наслідком розкрадання режимом багатства країни.
24 березня Верховний комісар ООН з прав людини Мішель Бачелет закликала терміново переоцінити будь-які санкції, введені проти Венесуели та інших країн, які борються з епідемією коронавірусної хвороби, зокрема Куби, Ірану та Зімбабве, щоб уникнути перевантаження медичної системи країни та доведення її до колапсу. У своїй заяві Бачелет зазначила: «У цей вирішальний час, як із глобальних причин надзвичайної ситуації в охороні здоров'я, так і для підтримки прав та життя мільйонів людей у цих країнах, секторальні санкції слід пом'якшити або призупинити». Бачелет також наголосила на необхідності захисту медичних працівників у цих країнах, оскільки влада не повинна карати фахівців, які вказують на недоліки у заходах держави у боротьбі з епідемією.
10 червня 2021 року офіційні особи Венесуели повідомили, що не змогли завершити платежі за доступні вакцини в рамках програми COVAX. Спочатку транзакція в розмірі 120 мільйонів доларів мала бути сплачена за угодою з Хуаном Гуайдо з використанням коштів, заморожених у США через санкції Вашингтона проти Мадуро, але пізніше венесуельські чиновники заявили, що використовуватимуть власні кошти. Згодом швейцарський банк UBS підтвердив, що 4 трансакції на загальну суму 4,6 мільйона доларів «були заблоковані та розслідуються». Віцепрезидент Делсі Родрігес зауважив, що виплата, що залишилася, у розмірі 10 мільйонів доларів не може бути завершена. Банк UBS не уточнив це через юридичні та нормативні причини. Уряд Мадуро місяцями заявляв, що він не в змозі оплатити програму COVAX через санкції США. Венесуела виявила зацікавленість у вакцинах Janssen і Novavax після того, як запитувана поставка вакцини AstraZeneca/Oxford так і не була схвалена владою країни. Як повідомлено пізніше, у серпні 2021 року ці платежі були розблоковані, і Венесуела отримала 6,2 мільйона доз вакцини Sinopharm BIBP і «Коронавак» через програму COVAX.

### Занепокоєння міжнародних організацій
Занепокоєння ситуацією у Венесуелі висловлювалось ще до повідомлення про перші випадки хвороби в країні, оскільки система охорони здоров'я Венесуели повністю зруйнувалась унаслідок громадянського протистояння, це означає, що населення країни, виснажене політичним протистоянням, стало більш вразливим до поширення хвороби.
Відповідно до Глобального індексу охорони здоров'я, система охорони здоров'я Венесуели посідає одне з найгірших місць у світі за здатністю виявляти, швидко реагувати та обмежувати поширення епідемій інфекційних хвороб. Лікувальні заклади страждають від хронічної нестачі запасів, включаючи захисні окуляри, рукавички, маски та мило. Через постійну нестачу ресурсів лікувальні заклади також постійно мають справу з хронічною нестачею персоналу, що робить значно складнішим завдання лікування великої кількості хворих на коронавірусну хворобу. Хворим також часто відмовляють у госпіталізації через відсутність місць, або просять принести марлю, розчин для ін'єкцій або шприци; у лікарнях часто немає таких гігієнічних приміщень, як туалети, а перебої з подачею електроенергії є звичайним явищем.
Панамериканська організація охорони здоров'я повідомила, що вона буде вважати своїм пріоритетом надання допомоги Венесуелі разом з Гаїті та низкою інших країн Центральної та Південної Америки у зв'язку з проблемами в їх системі охорони здоров'я.
Агентство «Associated Press» повідомило, що експерти висловили стурбованість тим, що криза біженців у Венесуелі може спричинити швидке поширення коронавірусної хвороби.

#### Місця ув'язнення
Агентство «Reuters» повідомило, що найбільш відомі в'язниці Венесуели переповнені та перебувають в антисанітарніх умовах, що сприяє тому, що коронавірус може поширюватися в них «як швидкий вогонь». У в'язницях Венесуели часто бракує ванних кімнат, люди сплять на підлозі, і багато ув'язнених проводять свої дні без сорочок чи взуття, частково для боротьби з пекельною спекою у приміщеннях без вікон. Це змусило державного секретаря США Майка Помпео вимагати від уряду Мадуро звільнення шести керівників нафтопереробної компанії «Citgo», які утримуються у в'язниці з 2017 року, з гуманітарних причин. Помпео сказав, що всі шістеро мають ослаблену імунну систему, та стикаються з серйозним ризиком для здоров'я, якщо заражаться коронавірусом.
18 березня 84 з 518 ув'язнених втекли з в'язниці в місті Сан-Карлос, у штаті Сулія, після оголошення карантинних обмежень у зв'язку з епідемією, включно із забороною відвідування в'язниць. Алькальд Владимир Лабрадор заявив, що під час втечі у в'язниці було вбито 10 ув'язнених, а 2 поліцейських затримано за співучасть. За словами Карлоса Ньєто Пальми з неурядової організації «Ventana a la Libertad», призупинення відвідувань безпосередньо впливає на харчування ув'язнених, враховуючи те, що відсутня державна програма годування ув'язнених. Громадська організація PROVEA засудила «серйозні порушення прав людини» після того, як речник військового відомства оголосив про «знешкодження» 35 втікачів. Пізніше влада країни заявила, що загинуло 8 осіб.

### Слухання в справі Есекібо
Міжнародний суд планував обговорити прикордонну суперечку Гаяни і Венесуели за область Гаяна-Ессекібо в березні 2020 року, проте слухання було відкладено в зв'язку з пандемією коронавірусної хвороби. У квітні Гаяна повідомила про випадки коронавірусної хвороби на спірній території.
Перше слухання було проведено 30 червня 2020 року, але Венесуела не брала в ньому участі, заявляючи, що Міжнародний суд не має юрисдикції в цій справі. Слухання було проведено в режимі відеоконференції у зв'язку з пандемією коронавірусної хвороби.

## Вплив на економіку
Унаслідок падіння економіки, спричиненого впливом пандемії, частина приватних підприємців вирішили компенсувати втрати свого бізнесу розгортанням служби доставки товарів, хоча точні цифри залишаються неясними, а послуги для середньостатистичних венесуельців надзвичайно дорогі. Частина венесуельців розпочала проводити доставку товарів до своїх родичів та близьких велосипедами замість мотоциклів у зв'язку з дефіцитом бензину.

## Дезінформація влади країни щодо COVID-19
У ефірі центрального національного телеканалу 27 лютого Ніколас Мадуро заявив, що COVID-19 ймовірно є біологічною зброєю американського виробництва, спрямованою проти Китаю, не надавши жодних доказів цього твердження. Мадуро підтримав у соціальних мережах використання інфузійних розчинів як ліків від COVID-19. Twitter у березні видалив твіт Мадуро, в якому цитувалися роботи Серхіо Кінтеро, венесуельського лікаря, який стверджує, що він винайшов рослинні ліки проти COVID-19. Кінтеро також стверджував, що цей коронавірус створили США як біологічну зброю. Ці повідомлення також були розміщені на Facebook та урядових вебсторінках, і ними поділилися тисячі користувачів. Венесуельський інститут наукових досліджень спростував твердження Кінтеро. Агентство «Франс Прес» перевірило ці твердження, та класифікувало дослідження Кінтеро як оманливі та неправдиві; жоден спосіб лікування з природної сировини не був схвалений ні іншими спеціалістами, ні Всесвітньою організацією охорони здоров'я.
Адміністрація Мадуро дозволила та підтримувала широке застосування хлорохіну та інтерферону альфа-2b для лікування коронавірусної хвороби. Інтерферон альфа-2b — це противірусний засіб, який застосовувався в Китаї та просувався на Кубі, іноді як «вакцина». Доведено, що хлорохін та інтерферон не є ефективними проти коронавірусної хвороби. Хлорохін є протималярійним препаратом, застосування якого може спричинити побічні ефекти з боку серцево-судинної системи.
Упродовж березня та липня 2020 року Мадуро та його адміністрація звинувачували Колумбію у сприянні «навмисному зараженню» венесуельських мігрантів, які повернулися до своєї країни, заявляючи, що вони є «біологічною зброєю» та погрожуючи направити їх до карантину. Місцеві органи влади Венесуели повторювали ці звинувачення. Адміністрація Мадуро також стверджувала про існування так званого «колумбійського вірусу», який є більш агресивним штамом коронавірусу, для пояснення збільшення кількості хворих в прикордонному штаті Сулія, проте жодних медичних чи інших доказів цього не було надано.
У жовтні 2020 року Мадуро повідомив Панамериканську організацію охорони здоров'я про те, що у Венесуелі виявлена молекула, яка зводить нанівець здатність до реплікації нового коронавірусу, проте так і не було наведено жодного доказу цього твердження.
На початку 2021 року Ніколас Мадуро розпочав просування карвативіру — перорального препарату на основі чебрецю, який, за його словами, досліджувався на хворих у Каракасі та нейтралізує COVID-19 без побічних ефектів. Він описував препарат як «сльози Хосе Ґреґоріо Ернандеса», венесуельського лікаря XIX століття, беатифікованого в 2020 році. Доктор Франсіско Марті, експерт з інфекційних хвороб в Лікарні Брігама і Жінок у Бостоні, заявив, що заяви про ефективність цього препарату були необґрунтованими. Доктор Девід Болвер, професор медицини та лікар-інфекціоніст медичної школи Університету Міннесоти, зазначив відсутність наукових даних про ефективність карвативіру. Національна медична академія Венесуели заявила, що Карвативір має терапевтичний потенціал проти коронавірусу, але попередила, що, згідно з міжнародними протоколами, потрібно більше даних, щоб вважати його препаратом проти COVID-19.
У березні 2021 року сторінка Ніколаса Мадуро у Facebook була заморожена через порушення політики щодо поширення дезінформації про коронавірус на сайті.

## Проблеми з урядовою статистикою
Офіційні звіти уряду щодо ситуації з коронавірусною хворобою не завжди були послідовними, вони містять такі помилки, як неправильні дані, цифри, які не збігаються, та невідповідність звітів опублікованим даним захворюваності. Уряд зберігає централізовану систему збору інформації, та не дозволяє приватним клінікам та університетам доступ до обробки результатів тестування на коронавірус.
Венесуела отримала багато тестових комплектів з Китаю. На початку травня адміністрація Мадуро повідомила, що провела понад 400 тисяч тестувань на коронавірус, що було найбільшою кількістю тестувань у Південній Америці на той час. Проте значна частина з цих тестів є ненадійними експрес-тестами, що підвищує можливість великої кількості хибнопозитивних та негативних результатів.
Станом на 17 квітня лише лабораторія Національного інституту гігієни була сертифікована для проведення тестування на COVID-19. За оцінками преси, інститут гігієни має можливість аналізувати лише 100 зразків на день. На той час команда вірусологів складалася лише з трьох техніків, які працюють на застарілому обладнанні. Для порівняння, Колумбія мала на той час 38 сертифікованих лабораторій. Уряд не дозволяв університетам чи приватним клінікам проводити тестування, навіть якщо вони в змозі це зробити. Через відсутність прозорості навіть деякі найвищі медичні працівники не знали реальної швидкості поширення епідемії. За словами медичних працівників, які надали інформацію агентству «Reuters», уряд надає пріоритет організаціям, які тісно пов'язані з Об'єднаною соціалістичною партією Венесуели.
Адміністрація Мадуро повідомляла про виявлення в середньому менше десятка випадків щодня до останніх тижнів травня, що було дуже низьким показником порівняно з іншими країнами Південної Америки. Організація Human Rights Watch та Університет Джона Хопкінса повідомили, що лікарні Венесуели були вкрай непідготовленими до епідемії, і багато лікарень не мають проточної води. Американський оглядач з організації «Human Rights Watch» зазначив, що «статистика Мадуро є абсолютно абсурдною» в країні, «де лікарі навіть не мають води для миття рук». Кетлін Пейдж з медичної школи Університету Джона Хопкінса, яка брала участь складанні звіту про ситуацію у Венесуелі, повідомила, що дехто з опитаних посадових осіб охорони здоров'я Венесуели заявили, що навіть коли вони бачили підтверджені випадки коронавірусної хвороби, вони не включалися до епідеміологічних звітів. Багато жителів країни скептично ставляться до урядової статистики через тривале приховування справжньої кількості хворих адміністрацією Мадуро.
Хуан Гуайдо поставив під сумнів правдивість офіційної кількості випадків хвороби, зазначивши, що в поданих даних є суперечності. В інтерв'ю виданню «El Nuevo Herald» 22 березня Гуайдо заявив, що кількість підтверджених випадків у Венесуелі, за оцінками опозиції, може бути більше 200 всупереч 70 випадкам, які адміністрація Мадуро визнала на даний момент. «El Nuevo Herald» повідомив, що джерела всередині неофіційно підтвердили цю оцінку, згідно з якими зазначені джерела мали 181 підтверджений випадок хвороби вранці 21 березня та загалом 298 під час спостереження.
Верховний комісар ООН з прав людини Мішель Бачелет під час свого виступу закликала послабити санкції Кубі, Північній Кореї, Венесуелі та Зімбабве, для того, щоб їх медичні системи могли знайти ресурси для боротьби з епідемією COVID-19. Бачелет також сказала, що ці країни повинні надавати прозору інформацію про перебіг епідемії всередині країни, та приймати пропозиції про надання гуманітарної допомоги у випадку необхідності. Вона також повідомила, що Венесуела страждає унаслідок дефіциту багатьох товарів та технічного забезпечення, на які накладено санкції. Бачелет також закликала уряд Венесуели захистити медичних працівників, заявивши, що влада ніколи не повинна карати медичних працівників за їх вислови про недоліки заходів з боротьби з коронавірусною хворобою.

### Недержавні оцінки статистичних даних
18 березня 2020 року повідомлено, що у в'язниці «El Helicoide» зареєстровано 4 випадки хвороби у поліцейських, трьох жінок та одного чоловіка-офіцера, в моторизованій бригаді національної поліції.
Особа, відома як член організації венесуельських тітушок колективос «Тупамаро», пересувався по району Каракаса 23 де Енеро з мегафоном, у який говорив про виявлення в цьому районі 19 березня 2020 року випадку коронавірусної хвороби, зокрема в будівлі № 39, та закликав сусідів хворого не виходити на вулицю, щоб не заражати жителів інших будинків.
20 березня венесуельська газета «El Nacional» повідомила про 65 випадків коронавірусної хвороби в країні, посилаючись на нерозкриті джерела в міністерстві охорони здоров'я країни. Того дня міністерство не повідомляло про виявлення нових випадків хвороби, кількість випадків була офіційно оновлена на наступний день, та зросла з 42 до 70. Подібно до цього, ще до офіційного повідомлення, 23 березня «El Nacional» повідомила про 84 випадки, згідно даних нерозкритого джерела міністерства охорони здоров'я.
Академія фізико-математичних і природничих наук Венесуели повідомила, що 2 квітня епідеміологічні криві Венесуели були незвичайними, зокрема, спостерігалось лише лінійне збільшення накопичених підтверджених випадків хвороби, ця закономірність є нетиповою для початкової фази спалахів COVID-19.
Лікар і опозиційний депутат Хосе Мануель Оліварес заявив, що адміністрація Мадуро приховувала щонайменше 4 випадки смерті від COVID-19, окрім 10, які оприлюднені до 27 травня 2020 року. У 2 з цих додаткових випадків позитивний ПЛР-тест підтверджено вже після їх смерті, й в офіційних звітах вони не враховувалися.

## Цензура у Венесуелі щодо перебігу епідемії
13 березня лідер корінного населення штату Дельта-Амакуро і журналіст Мелкіадес Авіла, який критикував стан закладів охорони здоров'я в країні, публічно задав запитання у фейсбуку, чи будуть лікарні країни готові до епідемії коронавірусної хвороби, та висміяв заяви Мадуро про те, що 46 лікарень у країні підготовлені до прийому хворих на COVID-19. Губернатор штату та член Об'єднаної соціалістичної партії Венесуели Лізета Ернандес направила групу військовослужбовців, щоб затримати Авілу. Коли губернатора запитали про це кореспонденти «Reuters», вона сказала що військові « мали зорієнтувати» Авілу та переконатися, що він був «серйозним та відповідальним».
Депутат від опозиції Тоні Хіара був заарештований 14 березня під час перекриття дороги після того, як заявив, що в одній із лікарень, яка зі слів представників боліваріанського уряду підготовлена для прийому хворих коронавірусною хворобою, не було води. Суд звинуватив Хіару в незаконному зберіганні вибухівки та зброї, проте той заперечував це звинувачення.
За словами 12 медичних працівників, опитаних агентством «Reuters», представники силових структур застосовували блокпости та контрольно-пропускні пункти для перевірки медичного персоналу.
15 березня Хуліо Молінос, лідер медичної профспілки та технік, який вийшов на пенсію, опублікував відео, в якому просить уряд об'єктивно повідомити про стан лікарень у країні. Сили спеціального призначення Венесуели заарештували Моліноса, якого засудили до домашнього арешту за звинуваченням у змові та розпалюванні ненависті.
Національна Асамблея Венесуели опублікувала вебсторінку з інформацією про COVID-19 та рекомендаціями щодо поведінки під час епідемії та при можливому інфікуванні, але доступ до вебсайту обмежив державний інтернет-провайдер CANTV. Цензуру засудив голова Національної Асамблеї Хуан Гуайдо.
65-річного юриста з прав людини Івана Віргеса заарештували у квітні за критику умов карантинних центрів для осіб, які повертаються до Венесуели. Він повідомив Human Rights Watch, що протягом двох годин його прикували до металевої труби на відстані 2 футів від землі на сонці, йому було відмовлено у наданні можливості помитися протягом 26 годин. Пізніше Віргеса утримували під домашнім арештом, звинувачуючи в громадських порушеннях, зневазі та наклепі на владу, та підбурюванні до повстання.
За даними «Human Rights Watch», працівник управління охорони здоров'я Андреа Саяго була змушена звільнитися з роботи після того, як у квітні в соціальних мережах опублікували фотографії, якими вона поділилася відомостями про перші випадки коронавірусної хвороби через службу обміну повідомленнями WhatsApp. Її фотографії описали як «тероризм», і їй інкримінували зловживання привілейованою інформацією.

### Арешт Дарвінсона Рохаса
У ніч на 21 березня 2020 року журналіста Дарвінсона Рохаса заарештували у своєму будинку в Каракасі співробітники Боліваріанської національної поліції та близько 15 озброєних співробітників сил спеціальних дій Венесуели. За повідомленням національної спілки працівників преси, арешт був пов'язаний з висвітленням Рохасом у його останніх публікаціях ситуації з COVID-19 у Венесуелі.
Комітет із захисту журналістів закликав до негайного звільнення Рохас. Координатор комітету Наталі Саутвік,, заявила, що «насильне затримання журналіста та допит його щодо його джерел щодо такої важливої проблеми охорони здоров'я, як спалах COVID-19, має незаперечний охолоджуючий ефект, який лише спричинить відмову інших журналістів висвітлювати перебіг епідемії»". «Amnesty International» вимагала негайного і безумовного звільнення Рохаса.
Міжнародна журналістська організація 24 березня засудила «незаконний та підпільний арешт» Дарвінсона Рохаса. Після 12 днів ув'язнення Дарвінсона Рохаса звільнили 3 квітня 2020 року, залишивши під наглядом правоохоронців.

### Реакція щодо доповіді наукового співтовариства Венесуели
Академія фізико-математичних та природничих наук Венесуели опублікувала оцінку росту кількості випадків коронавірусної хвороби у Венесуелі в травні 2020 року. Звіт прогнозує, що кількість інфікованих у Венесуелі може досягти 4 тисяч випадків приблизно у червні. У менш населеній Болівії було зареєстровано понад 5 тисяч випадків захворювання вже в травні. У звіті також зазначено, що кількість смертей, про які повідомлялось до цього часу, не відповідала темпам поширення хвороби. Академія закликала збільшити кількість ПЛР-тестів і висловила занепокоєння труднощами у згладжування кривої випадків на день публікації звіту.
Віце-президент Об'єднаної соціалістичної партії Венесуели та президент провладної Установчої національної асамблеї Діосдадо Кабельйо критикував академію за провокацію терору серед населення, дискредитував звіт академії та вимагав від сил безпеки розслідування щодо роботи її фахівців. Академія у своїй заяві відповіла, що її представників, як науковців, турбує, що їх переслідують і засуджують за технічний звіт, призначений для поліпшення боротьби з епідемією. Національні збори підтримали академію і відповіли, що надання неупереджених наукових фактів для покращення добробуту населення нашої країни, яке переживає найгіршу кризу в нашій історії, є героїчним актом, який заслуговує на визнання усіма венесуельцями.

### Звіт «Human Rights Watch»
У звіті за серпень 2020 року правозахисна організація «Human Rights Watch» описала, як уряд Венесуели використовує епідемію для контролю та репресій проти журналістів, медичних працівників, юристів з прав людини та політичних опонентів, що є критично важливим для діяльності уряду. У звіті перераховано 162 зареєстровані випадки фізичного насильства та катувань, скоєні владою в період з березня по червень, що підтверджуються інтерв'ю з жертвами, повідомленнями в засобах масової інформації та правозахисними групами.